# Biblioteka i Ośrodek Kultury w Żukowie Dolnym
Biblioteka i Ośrodek Kultury w Żukowie Dolnym, Ośrodek Kultury „Szkoła” – ośrodek kulturalny w części miasta Czeski Cieszyn – Żukowie Dolnym w Czechach. Od roku 2006 w budynku mieści się filia Biblioteki Miejskiej Czeski Cieszyn oraz siedziba kilku miejscowych organizacji.

## Historia
Budynek pochodzi z 1903 roku, gdy dzięki wsparciu finansowemu doktora Jana Zieliny, brata ówczesnego kierownika szkoły w Żukowie Dolnym, Józefa Zieliny, wzniesiono nowy gmach szkolny naprzeciwko starego.
Podczas II wojny światowej szkoła została zamknięta przez niemieckiego okupanta. W roku 1945 budynek zajęła szkoła czeska. Pięć lat później z budowli korzystały zarówno polskie, jak i czeskie dzieci, ponieważ w starym obiekcie otworzono przedszkole, które działa tam do dziś. W latach 60. budynek wyremontowano, jednak z powodu nieustannego ubywania polskich dzieci, w roku 1976 szkołę zamknięto. Niewykorzystana budowla ulegała niszczeniu do roku 2006 kiedy to doszło do jej odnowienia. W latach 2007–2008 przekształcono ją na Ośrodek Kultury „Szkoła”.
W Ośrodku Kultury „Szkoła” mieści się filia Biblioteki Miejskiej w Czeskim Cieszynie oraz 6 stowarzyszeń i klubów:
- Biblioteka Miejska Cz. Cieszyn
- Stowarzyszenie „Zvonek – volné o.s.”
- MK Polski Związek Kulturalno-Oświatowy Żuków Dolny
- Fotoklub „Zvonek”
- Klub Pszczelarzy
- Klub Hodowców Kaktusów
- Kółko Biblijne